# Tetraeder (Bottrop)

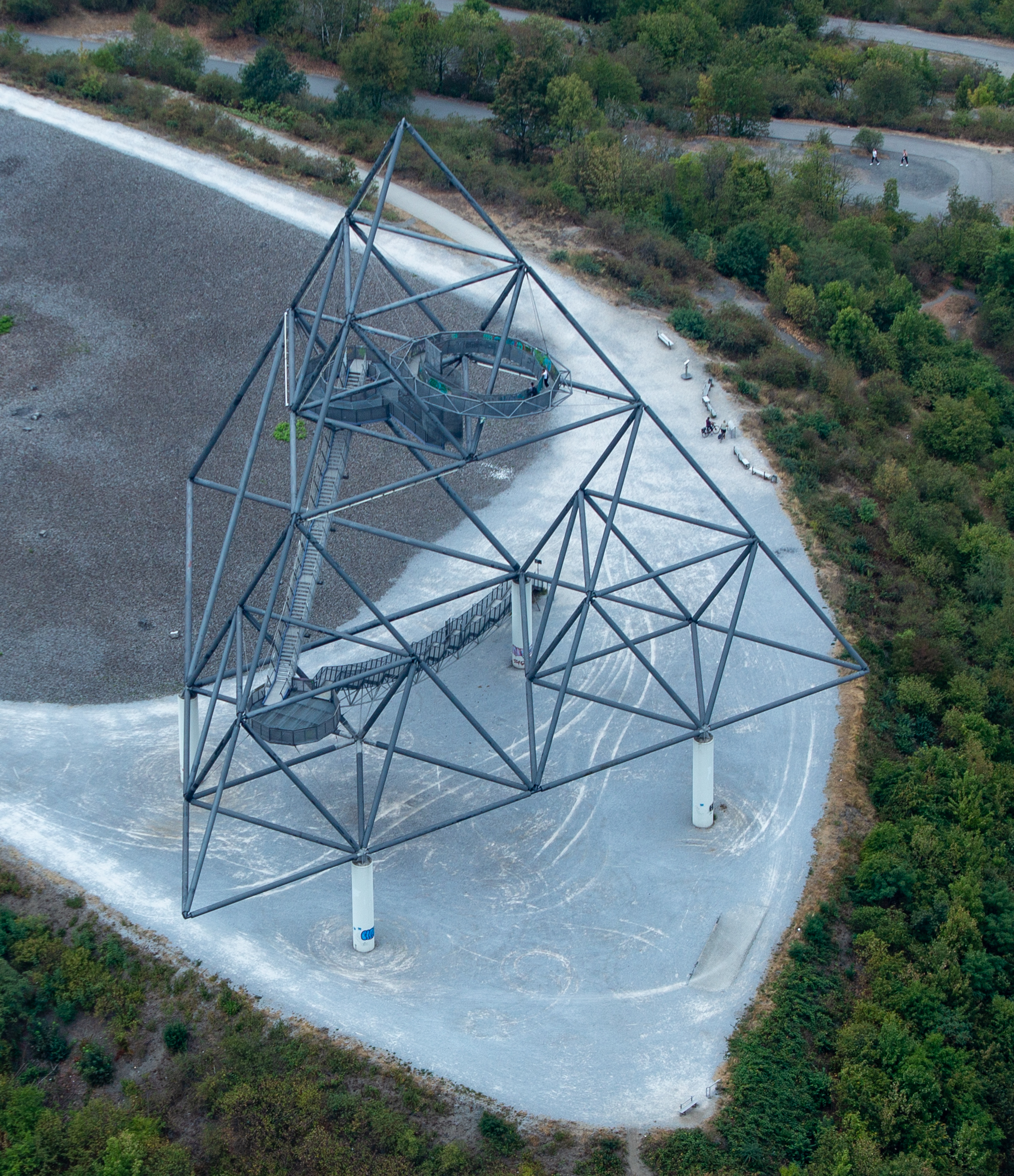

Tetraeder is een uitkijktoren in Bottrop in Duitsland. De toren is gebaseerd op een wiskundig viervlak. Een regelmatig viervlak ofwel tetraëder is een ruimtelijke figuur met vier driehoekige vlakken, vier hoekpunten en zes ribben. Het lijkt op een piramide, maar dan met een driehoekig en geen rechthoekig grondvlak. De ribben van de vlakken van de uitkijktoren zijn 60 meter lang. Het grote viervlak van de toren wordt op zijn beurt gevormd door vier kleinere viervlakken met ribben van 30 meter.

## De steenberg waarop de toren staat
De toren staat op een steenberg genaamd Halde Beckstraße, die ongeveer 90 meter boven het oorspronkelijke maaiveld en de omgeving uitsteekt en een oppervlakte van 33 hectare beslaat. De steenberg is door sintels gevormd, die tussen 1963 en 1980. ook bovengronds gehaald zijn tijdens de steenkoolwinning van de naastgelegen steenkoolmijn Prosper-Haniel, de laatste mijn van het Ruhrgebied die op 21 december 2018 sloot. De twaalf miljoen kuub aan sintels zijn na het zeven in de kolenwasserij van de mijn verzameld en hier is een tafelberg van opgebouwd. Voor het storten van de sintels bestond de plek uit akkers. Na voltooiing van deze steenberg ging de kolenmijn een andere locatie gebruiken voor de sintels en is de steenberg landschappelijk ingepast. De steenberg is begroeid geraakt met struiken en bomen, waarbij de berk een veelvoorkomende boom is. De toren staat op het hoogste punt van de steenberg, dat met stenen is bedekt en waar er geen begroeiing is. Dit hoogste punt is op drie manier te bereiken vanaf de voet van de steenberg: via twee wandelpanden of via een trap met 387 treden vanuit het zuidoosten. Op een naastgelegen steenberg Halder Prosperstraße in het zuidoosten ligt de indoorskibaan genaamd Alpincenter Bottrop, waarvan de ingang hemelsbreed zo’n 600 meter van de toren ligt. Dit is ongeveer in vijftien minuten lopend af te leggen via een voetgangers- en fietsersbrug over de spoorlijn Oberhausen-Osterfeld Süd - Hamm.

## Constructie van de toren
De stalen constructie staat op vier betonnen zuilen. Hierdoor lijkt het viervlak te zweven. Wanneer het donker is wordt het visuele effect van het zweven versterkt, omdat de zuilen niet worden verlicht en de stalen constructie wel. Er zijn een drietal plateaus om uit te kijken over de omgeving. Het laagste plateau hangt op achttien meter vanaf de grond en is te bereiken via een trap, waarbij de houten treden aan staalkabels vastgemaakt zijn. Vanaf dit plateau kan het tweede plateau op 32 meter bereikt worden via een vaste trap. Het derde en hoogste plateau is te bereiken met een zes meter hoge wenteltrap. Dit plateau is op 38 meter en hangt niet horizontaal, maar in een hoek van acht graden. Door de plateaus kan naar beneden gekeken worden, omdat ze bestaan uit roestvaststalen raster. Alle onderdelen van de uitkijktoren die toegankelijk zijn voor publiek hangen aan staalkabels. Door betreding van de toren of door wind kan alles hierdoor beperkt bewegen. Op de grond bij de toren waren met verschillende tinten steen stereotiepe afbeeldingen van buitenaardse wezens aangebracht, die vanuit de plateaus goed te zien waren. Deze afbeeldingen zijn in 2009 echter verwijderd.

## Oprichting en inpassing
De toren is gebouwd ter gelegenheid van de nationale Gartenshow. De opening vond plaats op 3 oktober 1995, op de Dag van de Duitse eenheid. De officiële naam is in het Duits is Haldenereignis Emscherblick. Hierbij is Halden de naam van een steenberg in het Ruhrgebied, ereignis een belangrijke gebeurtenis, slaat Emscher op de rivier die naam geeft aan de noordelijke regio van het Ruhrgebied en wordt -blick als uitzicht in het Nederlands vertaald. De toren is opgenomen in de Route der Industriekultur, die langs alle industriële bezienswaardigheden in het Ruhrgebied gaat.

## Uitzicht
Omdat de toren een van de hoogste punten in de omgeving is, kan vanuit de toren het Ruhrgebied worden overzien en kan omgekeerd de toren ook vanuit veel plaatsen in het Ruhrgebied worden gezien. Bij helder weer kan het noorden en centrale deel van het Ruhrgebied vanaf de toren bekeken worden met de plaatsen Bottrop, Essen, Oberhausen, Duisburg en zelfs Düsseldorf. 
Vanaf de toren zijn er een aantal kenmerkende zaken te zien, zoals:
- Één kilometer zuidelijk: kokerij Prosper. Deze is nog in dienst en spuit steeds na een aantal minuten een rookwolk uit.
- Zeven kilometer zuidoost: Het dubbele schachtbok en kokerij van Zeche Zollverein, Werelderfgoed.
- Tien kilometer noordnoordoost: het stadion van voetbalclub Schalke 04 te zien.
- 40 kilometer zuidzuidwest: Rheinturm in Düsseldorf.

Verder zijn in verschillende richtingen diverse steenbergen te zien.
Andersom is de toren bij helder weer vanaf Essen Hauptbahnhof te herkennen, wat een afstand is van meer dan tien kilometer.

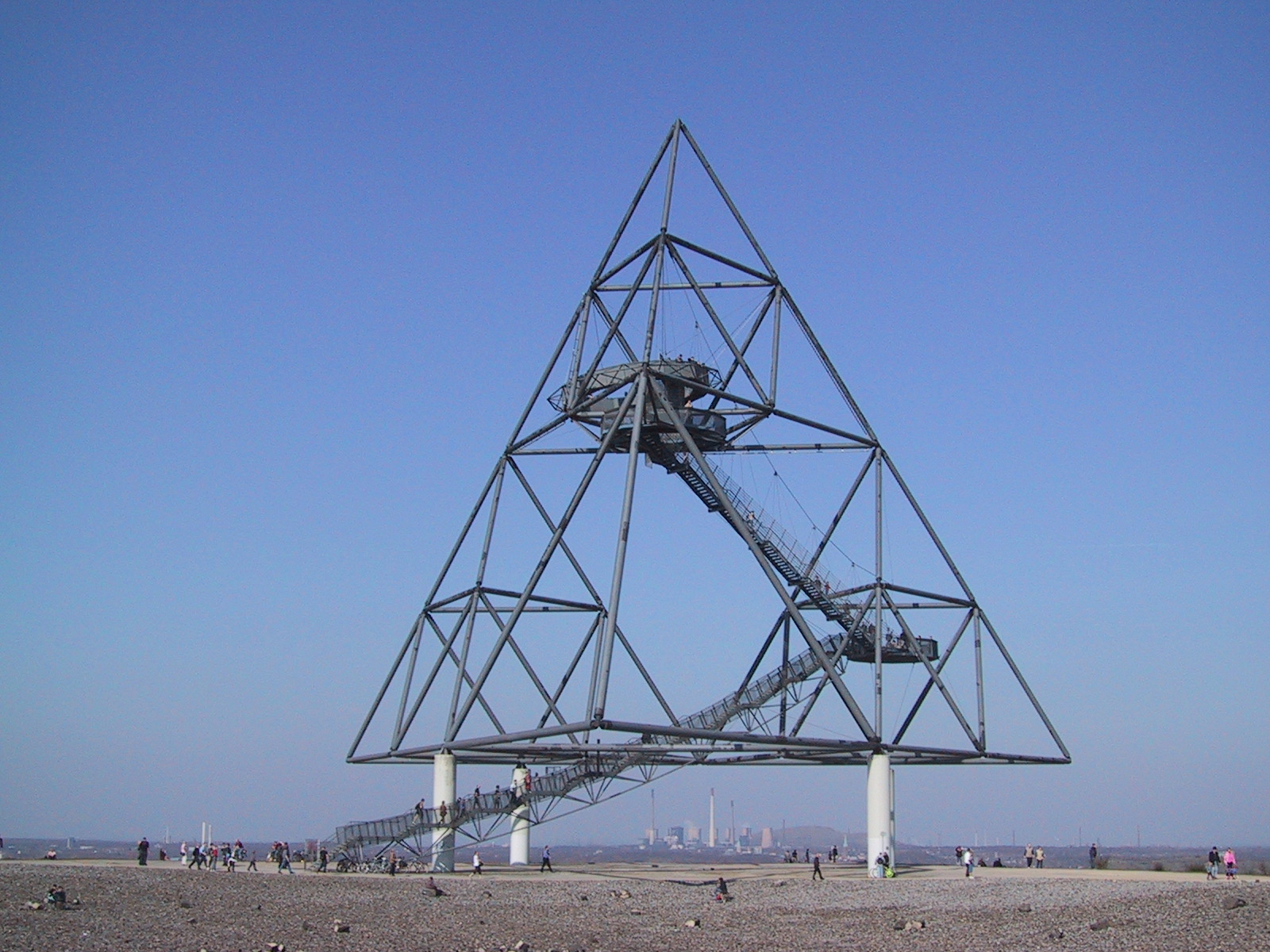
Een totaaloverzicht van de Tetraeder in 2002.
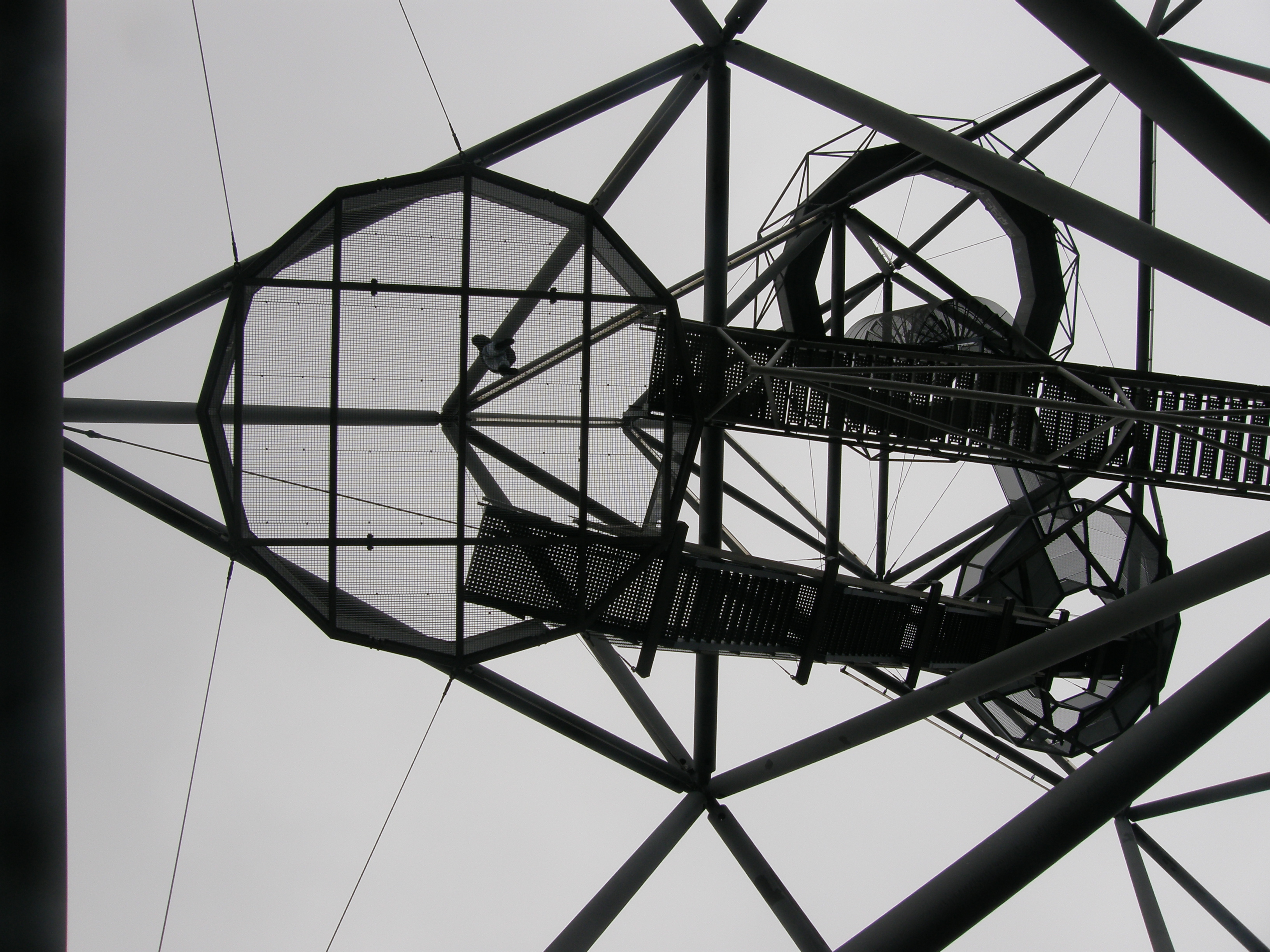
De drie plateaus gezien van de grond.
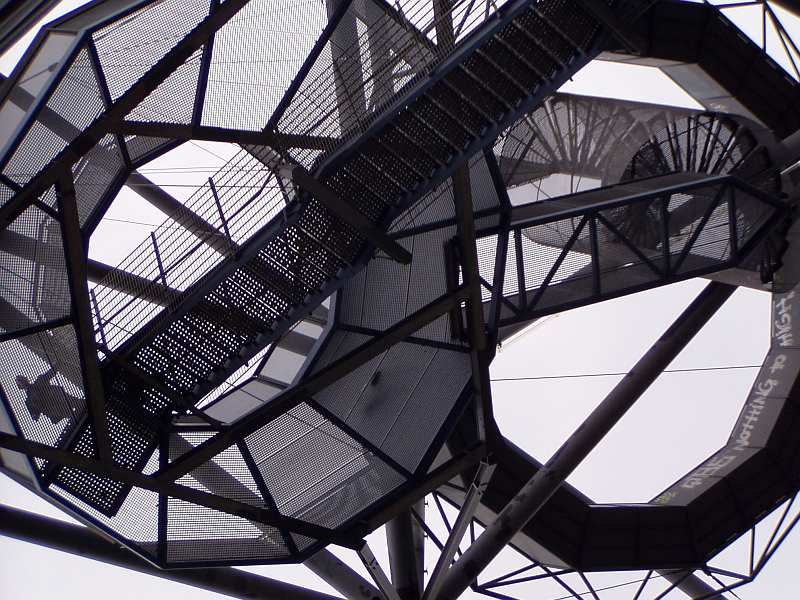
Trappen en rondgang
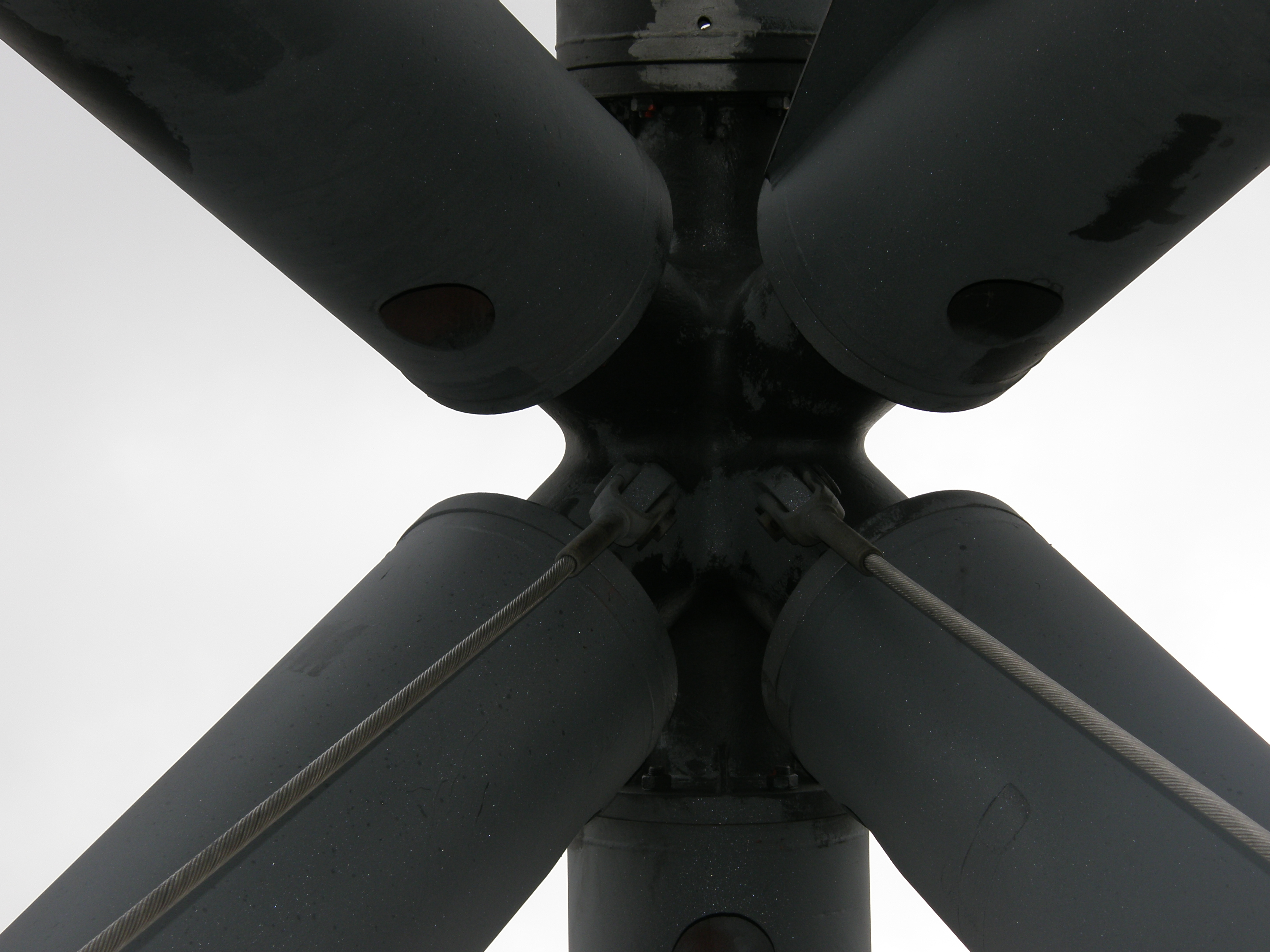
Verbindingen
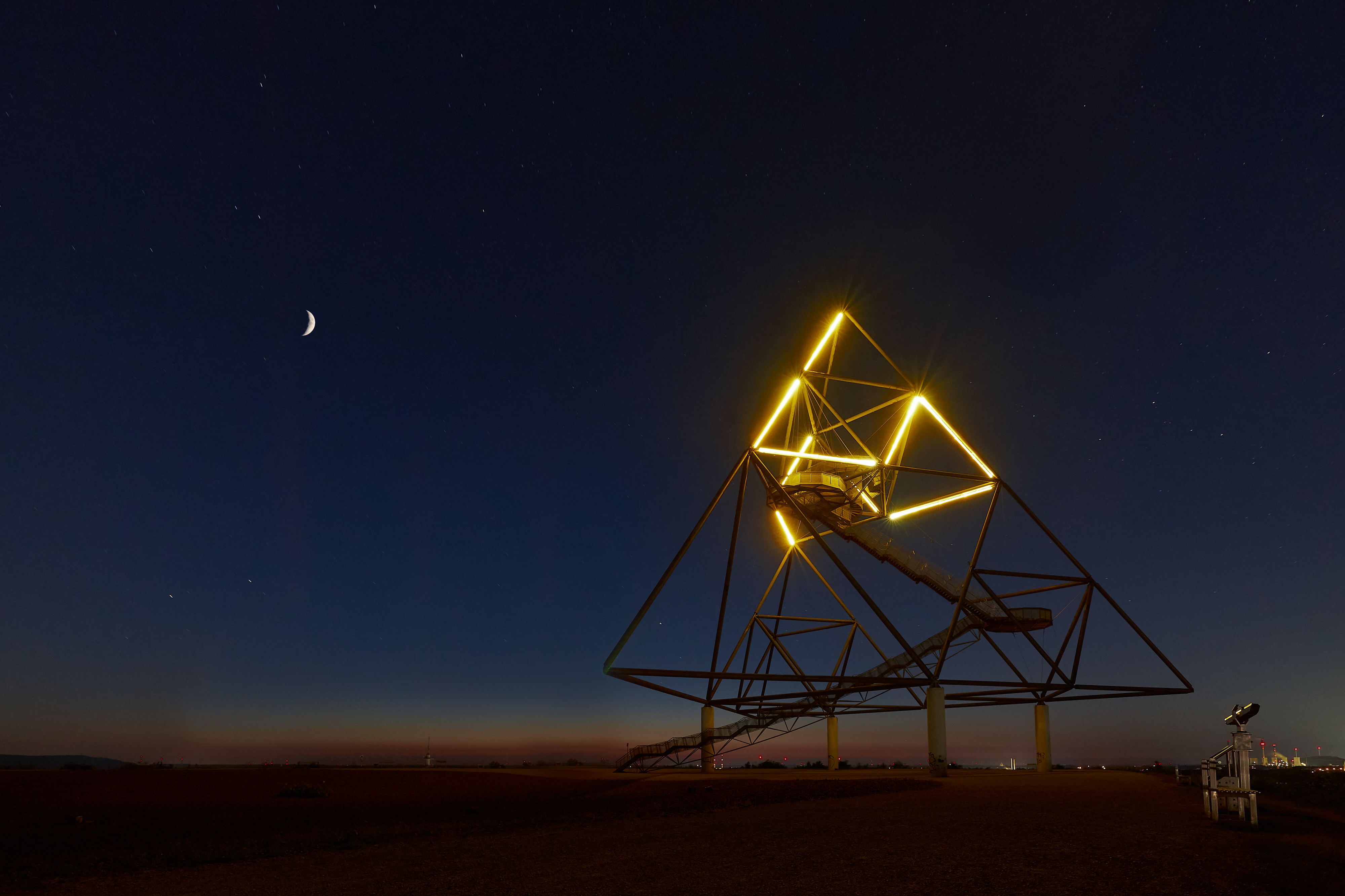
Tetraeder bij nacht